# سيدريك روسيل
سيدريك روسيل (6 يناير 1978 بمونس في بلجيكا - 24 يونيو 2023) هو لاعب كرة قدم بلجيكي في مركز الهجوم. شارك مع منتخب بلجيكا تحت 19 سنة لكرة القدم ومنتخب بلجيكا تحت 21 سنة لكرة القدم ومنتخب بلجيكا لكرة القدم. أما مع النوادي، فقد لعب مع روبين كازان وزولته فاريجيم وستاندارد لييج وكوفنتري سيتي ونادي أيك لارنكا ونادي بريشيا ونادي جينك ونادي غينت ونادي لوفيرواز ونادي مونز ووولفرهامبتون واندررز ونادي هويك ‏ ونادي لا لوفيير ‏.

## وصلات خارجية
- سيدريك روسيل على موقع الاتحاد البلجيكي (الإنجليزية)
- سيدريك روسيل على موقع قاعدة بيانات كرة القدم.إي يو (الإنجليزية)
- سيدريك روسيل على موقع ناشيونال فوتبول تيمز (الإنجليزية)
- سيدريك روسيل على موقع Soccerbase.com (لاعب) (الإنجليزية)
- سيدريك روسيل على موقع عالم كرة القدم.نت (الإنجليزية)